# Insediamento neolitico di Botteghelle
L'insediamento neolitico di Botteghelle è un sito archeologico neolitico, in particolare alla cultura di Serra d'Alto/Diana, e scoperto nel 2000-2001 durante la realizzazione della linea ferroviaria ad alta velocità Roma-Napoli, nei pressi del viadotto Botteghelle, nel quartiere Ponticelli a Napoli.

## Storia
In un paleosuolo coltivato con solchi paralleli e coperto dalle eruzioni "flegrea B-B2", gli archeologi hanno ritrovato vari resti di ceramica (anse a rocchetto, ciotole in impasto depurato, in argilla figulina dipinta a fasce semplici, anse a nastro con protomi zoomorfe raffiguranti maiali e appendici con riavvolgimenti semplici) e materiali litici (strumenti in selce, ossidiana e in diaspro), databili al Neolitico medio-finale e riferibili alle cultura di Serra d'Alto-Diana (IV millennio a.C.).
Nelle vicinanze sono state rinvenute anche arature incrociate, con materiale vulcanico dell'eruzione delle pomici di Mercato (VI millennio a.C.), sul quale sono stati scoperti quattrocento buchi di palo, pozzetti e fosse, sei focolari in fossa, un canale curvilineo e una recinzione in legno.